# لاري لوتز
لاري لوتز (بالإنجليزية: Larry Lutz)‏ هو لاعب كرة قدم أمريكية أمريكي، ولد في 1913، وتوفي في 1998.